# شهرستان گراچیوفسکی، استان اورنبورگ
شهرستان گراچیوفسکی (به لاتین: Grachyovsky District) یک شهرستان در روسیه است که در استان اورنبورگ واقع شده‌است.